# La Lima (gmina)
La Lima – gmina (municipio) w północnym Hondurasie, w departamencie Cortés. W 2010 roku zamieszkana była przez ok. 63,2 tys. mieszkańców. Siedzibą administracyjną jest miasto La Lima.

## Położenie
Gmina położona jest w środkowej części departamentu. Graniczy z 5 gminami:
- Choloma od północy,
- El Progreso od wschodu,
- San Manuel i Villanueva od południa
- San Pedro Sula od zachodu.

## Miejscowości
Według Narodowego Instytutu Statystycznego Hondurasu w 2001 roku na terenie gminy położone były następujące miasta i wsie:
- La Lima
- Cruz de Valencia
- El Paraíso
- Flor de Oriente

Dodatkowo na obszarze jednostki znajdowało się 29 przysiółków.

## Demografia
Według danych honduraskiego Narodowego Instytutu Statystycznego na rok 2010 struktura wiekowa i płciowa ludności w gminie przedstawiała się następująco:
| Wiek      | 0–3   | 4–6   | 7–12  | 13–17 | 18–24 | 25–64  | 65+   | razem  |
| La Lima   | 5 082 | 4 064 | 8 733 | 6 752 | 7 440 | 27 822 | 3 321 | 63 216 |
| Mężczyźni | 2 558 | 2 079 | 4 551 | 3 386 | 3 468 | 12 445 | 1 498 | 29 984 |
| Kobiety   | 2 524 | 1 985 | 4 183 | 3 366 | 3 972 | 15 378 | 1 824 | 33 231 |